# اندرو تیلور (بازیکن فوتبال، زاده ۱۹۸۶)
اندرو تایلور (انگلیسی: Andrew Taylor؛ زادهٔ ۱ اوت ۱۹۸۶) بازیکن فوتبال اهل بریتانیا است.
از باشگاه‌هایی که در آن بازی کرده‌است می‌توان به باشگاه فوتبال ویگان اتلتیک، باشگاه فوتبال میدلزبرو، باشگاه فوتبال کاردیف سیتی، باشگاه فوتبال ردینگ، باشگاه فوتبال برادفورد سیتی، و باشگاه فوتبال واتفورد اشاره کرد.
وی همچنین در تیم‌های ملی فوتبال زیر ۱۶ سال انگلستان، زیر ۱۷ سال انگلستان، زیر ۱۸ سال انگلستان، زیر ۱۹ سال انگلستان، زیر ۲۰ سال انگلستان، و زیر ۲۱ سال انگلستان بازی کرده‌است.